# Красний Брід
Красний Брід (словац. Krásny Brod) — село в Словаччині, Меджилабірському окрузі Пряшівського краю. Розташоване в північно-східній частині Словаччини, у долині р. Лаборець, біля м. Меджилабірці, на автошляху Меджилабірці — Стропков. На території кадастрової дільниці села знаходиться поселення- частина села Монастир (словац. Monastyr), яке нараховує кількадесят хат та розташоване на автошляху Меджилабірці — Гуменне.

## Історія
Давнє лемківське село. Вперше згадується у 1557 році.

## Культура
В селі знаходиться замок з 1896 р., у якому в першій половині 1960-их рр. був розташований Музей української культури, згодом перенесений у м. Свидник.

### Храми
У селі є греко-католицька парафіяльна церква святого Івана Хрестителя з 1809 року в стилі класицизму, з 1988 року національна культурна пам'ятка та православна церква святого Івана Хрестителя з 1997 року збудована на місці старішої дерев'яної церкви з 30-их років 20 століття, зруйнованої в 1972 році.
У частині села Монастир є руїни Монастиря зіслання Святого Духа з 14 століття та греко-католицька капличка з 1761 року. Біля руїн монастиря в 90-их роках 20 століття збудований новий василіянський монастир зіслання Святого Духа та греко-католицька церква святого Василя Великого з 21 століття.

## Населення
| Рік:            | 1994. | 2004.   | 2014.    | 2024.   |
| --------------- | ----- | ------- | -------- | ------- |
| Кількість осіб: | 414   | 416     | 466      | 442     |
| Різниця:        |       | +0,48 % | +12,01 % | -5,15 % |

| Рік:            | 2023. | 2024.   |
| --------------- | ----- | ------- |
| Кількість осіб: | 446   | 442     |
| Різниця:        |       | -0,89 % |

В селі проживає 424 особи.
Національний склад населення (за даними останнього перепису населення — 2001 року):
- русини — 57,78 %
- словаки — 32,59 %
- українці — 9,14 %

Склад населення за приналежністю до релігії станом на 2001 рік:
- греко-католики — 62,72 %,
- православні — 28,64 %,
- римо-католики — 4,69 %,
- не вважають себе віруючими або не належать до жодної вищезгаданої конфесії — 1,23 %

### Видатні постаті
- Шмайда Михайло (1920—2017) — письменник, публікував твори українською мовою (напр. роман Лемки, Тріщать криги) та народно-розмовною мовою (русинською мовою), збирач усної народної творчості лемків.